# Баланюк, Денис Сергеевич
Дени́с Серге́евич Баланю́к (укр. Денис Сергійович Баланюк; род. 16 января 1997, Одесса) — украинский футболист, нападающий.

## Биография
Футболом начинал заниматься в одесской ДЮСШ-11, где его тренерами были Виталий Николаевич Гоцуляк и Анатолий Зиновьевич Мацанский. В этот период футболистом интересовались скауты академии донецких «Шахтёра» и «Металлурга», но оба раза Баланюк оставался в Одессе. Некоторое время спустя при помощи агента Ивицы Пирича нападающий приехал в Днепропетровск и в 15 лет подписал контракт с «Днепром». Продолжил обучение в его академии (тренеры Зозуля А., Гревцов Ю.), потом играл в юношеской команде у Александра Поклонского и потом в молодёжной у Дмитрия Михайленко. В сезоне 2014/15 становился победителем молодёжного чемпионата Украины.
За первую клубную команду «Днепра» дебютировал 8 апреля 2015 года в домашнем матче 1/4 финала Кубка Украины против одесского «Черноморца» (1:0), в котором в концовке матча заменил Бруно Гаму.
23 мая 2015 года Баланюк впервые сыграл в Премьер-лиге. В матче против донецкого «Шахтёра» футболист заменил во втором тайме Матеуса и в концовке встречи даже мог отметиться забитым голом. Всего же в этом матче в высшем дивизионе дебютировало трое «днепрян». Компанию Баланюку составили также полузащитники Александр Васильев и Сергей Горбунов. После игры тренер «днепрян» Мирон Маркевич высказал мнение, что уровень «дубля» эти ребята уже переросли и он сторонник того, чтобы отдать их в аренду в другие команды Премьер-лиги. В начале следующего сезона, когда «Днепр» испытывал кадровый дефицит, Маркевич в очередном интервью из всей молодёжной команды выделил лишь Баланюка, но при наличии у днепрян Калинича и Селезнёва позиция форварда в его команде не требовала усиления.
В 2020 году подписал контракт с московским «Торпедо», рассчитанный на три года.

## Статистика выступлений
| Выступление      | Выступление      | Выступление      | Лига | Лига | Кубки | Кубки | Еврокубки | Еврокубки | Итого | Итого |
| Клуб             | Лига             | Сезон            | Игры | Голы | Игры  | Голы  | Игры      | Голы      | Игры  | Голы  |
| ---------------- | ---------------- | ---------------- | ---- | ---- | ----- | ----- | --------- | --------- | ----- | ----- |
| Днепр (Днепр)    | УПЛ              | 2014/15          | 2    | 0    | 1     | 0     | 0         | 0         | 3     | 0     |
| Днепр (Днепр)    | УПЛ              | 2015/16          | 0    | 0    | 3     | 0     | 0         | 0         | 3     | 0     |
| Днепр (Днепр)    | УПЛ              | 2016/17          | 25   | 4    | 2     | 1     | —         | —         | 27    | 5     |
| Днепр (Днепр)    | Итого            | Итого            | 27   | 4    | 6     | 1     | —         | —         | 33    | 5     |
| Висла (Краков)   | Экстракласса     | 2017/18          | 7    | 0    | 1     | 0     | —         | —         | 8     | 0     |
| Висла (Краков)   | Экстракласса     | 2019/20          | 2    | 0    | 0     | 0     | —         | —         | 2     | 0     |
| Висла (Краков)   | Итого            | Итого            | 9    | 0    | 1     | 0     | —         | —         | 10    | 0     |
| → Арсенал-Киев   | УПЛ              | 2018/19          | 8    | 0    | 0     | 0     | —         | —         | 8     | 0     |
| → Арсенал-Киев   | Итого            | Итого            | 8    | 0    | 0     | 0     | —         | —         | 8     | 0     |
| Олимпик (Донецк) | УПЛ              | 2019/20          | 8    | 1    | 0     | 0     | —         | —         | 8     | 1     |
| Олимпик (Донецк) | Итого            | Итого            | 8    | 1    | 0     | 0     | —         | —         | 8     | 1     |
| Торпедо (Москва) | ФНЛ              | 2020/21          | 16   | 2    | 0     | 0     | —         | —         | 16    | 2     |
| Торпедо (Москва) | Итого            | Итого            | 16   | 2    | 0     | 0     | —         | —         | 16    | 2     |
| Мариехамн        | Вейккауслига     | 2021             | 1    | 0    | 0     | 0     | —         | —         | 1     | 0     |
| Мариехамн        | Итого            | Итого            | 1    | 0    | 0     | 0     | —         | —         | 1     | 0     |
| Спартак (Варна)  | Первая лига      | 2022/23          | 24   | 5    | 2     | 0     | —         | —         | 26    | 5     |
| Спартак (Варна)  | Итого            | Итого            | 24   | 5    | 2     | 0     | —         | —         | 26    | 5     |
| Самгурали        | Эровнули лига    | 2023             | 8    | 2    | 1     | 0     | —         | —         | 9     | 2     |
| Самгурали        | Итого            | Итого            | 8    | 2    | 1     | 0     | —         | —         | 9     | 2     |
| Всего за карьеру | Всего за карьеру | Всего за карьеру | 101  | 14   | 10    | 1     | 0         | 0         | 111   | 15    |

## Достижения
«Днепр» (Днепр)
- Победитель молодёжного чемпионата Украины: 2014/15
- Бронзовый призёр молодёжного чемпионата Украины: 2015/16
- Бронзовый призёр чемпионата Украины: 2014/15
- Итого : 1 трофей